# Schlacht bei Landeshut
Pirna – Lobositz – Prag – Gabel – Kolin – Groß-Jägersdorf – Moys – Roßbach – Breslau – Leuthen – Domstadtl – Olmütz – Neisse – Zorndorf – Hochkirch – Kay – Kunersdorf – Hoyerswerda – Maxen – Koßdorf – Landeshut – Liegnitz – Oschatz – Berlin – Wittenberg – Torgau – Döbeln – Burkersdorf – Reichenbach – Freiberg
Die Schlacht bei Landeshut am 23. Juni 1760 war eine Schlacht zwischen den Kaiserlichen und der Preußischen Armee während des Siebenjährigen Krieges. Sie endete mit einer schweren Niederlage der 12.000 Preußen unter Generalleutnant Heinrich August de la Motte Fouqué gegen die 28.000 Kaiserlichen unter General Ernst Gideon von Laudon.

## Ausgangssituation
Nach den schweren Verlusten des Kriegsjahres 1759 mit den für Preußen verlorenen Schlachten von Kunersdorf, Kay und Maxen sank die Stärke des preußischen Feldheeres von 125.000 auf nur noch 100.000 Soldaten. Den Winter 1759 auf 1760 nutzte Friedrich der Große, die Stärke seiner angeschlagenen und demoralisierten Feldarmee auf 110.000 Soldaten zu erhöhen und deren Moral wiederaufzubauen, so dass im Frühjahr trotz aller Widrigkeiten wieder 10.000 Soldaten zusätzlich in der Feldarmee Preußens einsatzbereit waren. Mit dieser plante Friedrich der Große den Feldzug des Jahres. Nahezu 15.000 dieser Soldaten waren in Schlesien unter dem Befehl Generalleutnants Heinrich August de la Motte Fouqué – eines Freundes Friedrichs des Großen aus dessen Kronprinzenzeit – versammelt, wovon die Masse nahe der befestigten Stadt Landeshut die Verbindungswege von Schlesien nach Sachsen und Böhmen kontrollieren konnte und die preußische Hauptarmee unter Friedrich dem Großen mit Schlesien bzw. mit der an der Oder stehenden preußischen Armee unter Prinz Heinrich von Preußen verband.

## Stellung des preußischen Korps
Die Preußen lagerten mit 12.000 Soldaten auf den Landeshut vorgelagerten Hügeln, wobei der linke Flügel seine Stellung auf dem Doktorberg, der rechte Flügel auf den Blasdorfer Bergen hatte. Von dort aus wollte Fouqué nach dem Eintreffen weiterer Verstärkung in Richtung der seit kurzer Zeit belagerten Festung Glatz marschieren. Friedrich der Große sagte über die Stellung Fouqués später: … die richtige Besetzung dieses Geländes hätte freilich die dreifache Truppenanzahl erfordert. Zusätzlich wurden vier Infanteriebataillone in Richtung Schweidnitz abgesetzt, um den Rückzug in den Schutz dieser Festung zu ermöglichen.

## Vormarsch der Habsburger
General Laudon, der mit 40.000 österreichischen Soldaten von Böhmen gegen die Festung Glatz aufgebrochen war, erfuhr von der preußischen Kräftemassierung. Während 12.000 Österreicher weiter Glatz belagern sollten, brach General Laudon mit den restlichen 28.000 Mann über Johannesberg und Wüstegiersdorf auf, um die Truppen unter Fouqué anzugreifen. Die Österreicher erreichten am 22. Juni bei Schwarzwaldau die preußischen Stellungen. Die Preußen standen auf vorgelagerten Hügeln, der linke Flügel auf dem Doktorberg und der rechte Flügel auf dem Blasdorfer Berg, wobei diese noch in der Nacht zwei Hügel in den Blasdorfer Bergen im Handstreich einnahmen.

## Schlachtverlauf
Die Schlacht begann mit einem nächtlichen Überraschungsangriff gegen 2.00 Uhr morgens, als auf den beiden Hügeln eingerichtete österreichische Artillerie das Feuer auf die Preußen eröffnete. Gleichzeitig griffen die Österreicher – wie bei Hochkirch und Maxen – aus verschiedenen Richtungen an.
Die erste Angriffskolonne des Generals Ludwig von Naselli stürmte mit der Brigade des Oberstleutnants Graf Jakob d’Alton gegen die preußische Stellung auf dem Doktorberge, Oberst Graf Kinsky umfasste derweil mit seiner Kavallerie und erschien im Rücken des Gegners.
Die zweite Kolonne unter General von Ellrichshausen trieb die Preußen gleichzeitig vom Buchberge herunter. Der ersten und zweiten Kolonne folgte FML Joseph di Campitelli eine dritte Kolonne bemächtigte sich des Mummelberges. Vergebens sandte General Fouqué eine Brigade unter Oberst Rosen an den geschlagenen linken Flügel, die vom heftigen Kanonen- und Kleingewehrfeuer zum Rückzug gezwungen wurde. Den nahezu dreifach überlegenen Österreichern gelang es, die Preußen nach und nach zurückzudrängen, wobei beide Seiten schwere Verluste erlitten. Als General Fouqué die Masse der österreichischen Kavallerie herankommen sah, beschloss er die Stellungen zu räumen und sich geordnet zurückzuziehen. Die preußische Infanterie verteidigte sich in den kommenden Stunden wiederholt gegen österreichische Angriffe, bis die gesamte Munition verbraucht war. Zum Ende der Schlacht hin zogen sich 1.900 preußische Kavalleristen fluchtartig nach Schweidnitz zurück. Die preußische Infanterie wurde in der Folge von der österreichisch-sächsischen Kavallerie niedergeritten. Zu diesem Zeitpunkt dauerte die Schlacht acht Stunden, von zwei Uhr morgens bis zehn Uhr vormittags.
Neben 8000 preußischen Gefangenen fielen den Österreichern 68 Geschütze und 34 Fahnen in die Hände. Mit einem Schlag waren wiederum 10.000 preußische Soldaten für den weiteren Einsatz ausgefallen. Diesmal fielen jedoch auch 3000 Österreicher durch Tod oder Verwundung aus.

## Gefangengenommene preußische Truppenteile

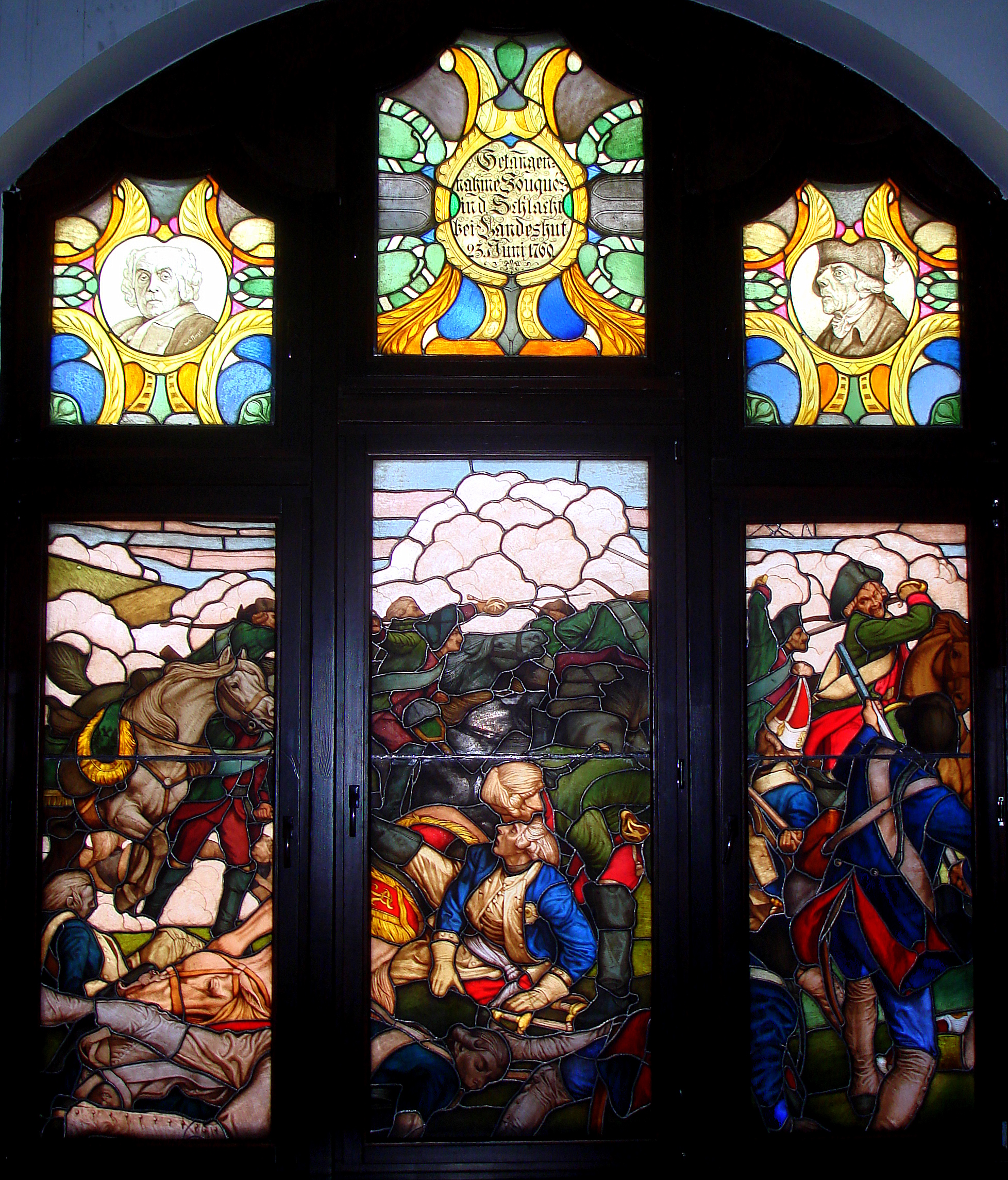
Landeshut, Rathaus, Glasmalerei

Die bei Landeshut gefangengenommenen Truppenteile sind, soweit bekannt, mit den damaligen Bezeichnungen der altpreußischen Armee bezeichnet worden. Kursiv geschrieben ist der Name des jeweiligen Chefs des Regiments bzw. des Kommandeurs des Bataillons. Die Grenadierbataillone wurden nach ihren Kommandeuren genannt, zusätzlich wurde teilweise angegeben, aus welchen Regimentern die Grenadierkompanien zur Bildung des Bataillons herausgezogen wurden. Soweit eines der Regimenter ein sogenanntes Füsilierregiment war, ist dies ebenfalls vermerkt.
- Infanterie

- Grenadierbataillon 17 / 22 Wobersnow (gebildet aus den Grenadierkompanien der Infanterieregimenter Nr. 17 und Nr. 22)
- Grenadierbataillon 24 / 34 Sobeck
- Grenadierbataillon 28 / 32 Arnim

- I. Bataillon Infanterieregiment (Nr. 10) Pannwitz
- ein Bataillon des Infanterieregiments (Nr. 33 Füsilier) La Motte
- I. Bataillon Infanterieregiment (Nr. 37 Füsilier) Braun
- I. Bataillon Infanterieregiment (Nr. 42 Füsilier) Markgraf Heinrich
- ein Bataillon des Infanterieregiments (Nr. 46 Füsilier) Bülow

- Teile des Garnisonsregimentes Nr. 5 Jung-Sydow
- Teile des Garnisonsregimentes Nr. 11 Mellin

- Freibataillon Nr. 2 Courbière
- Freibataillon Nr. 4 Chossignon
- Freibataillon Nr. 6 Lüderitz
- Freibataillon Below (Mai 1760 aus zerschlagenen Freibataillonen zusammengestelltes Freicorps)

- Kavallerie

- Teile des Husarenregiments (Nr. 8 auch Gelbe Husaren) Malachowsky

## Bedeutung von Landeshut
Gleichwohl wiederum 10.000 preußische Soldaten von der strategischen Landkarte verschwunden waren, ist die Schlacht von Landeshut wesentlich weniger bekannt als Maxen. Während beim Finckenfang von Maxen die preußischen Truppen bereits während der Schlacht auseinanderbrachen, hielten sich die Preußen, bis die Munition aufgebraucht war. Auch Generalleutnant Fouqué kam im Gegensatz zu Generalleutnant Friedrich August von Finck wegen seines Verhaltens nicht vor ein Kriegsgericht.